# Eleições federais na Suíça em 1848
As eleições federais na Suíça em 1848 foram realizadas durante vários dias entre 1 de outubro e 27 de outubro de 1848 para eleger os primeiros 111 membros do novo estado federal com assento no Conselho Nacional (câmara baixa) e os 44 membros com assento no Conselho dos Estados (câmara alta) após o fim da Confederação dos 13 Cantões (1813–1848), por um mandato de três anos.

## Contexto

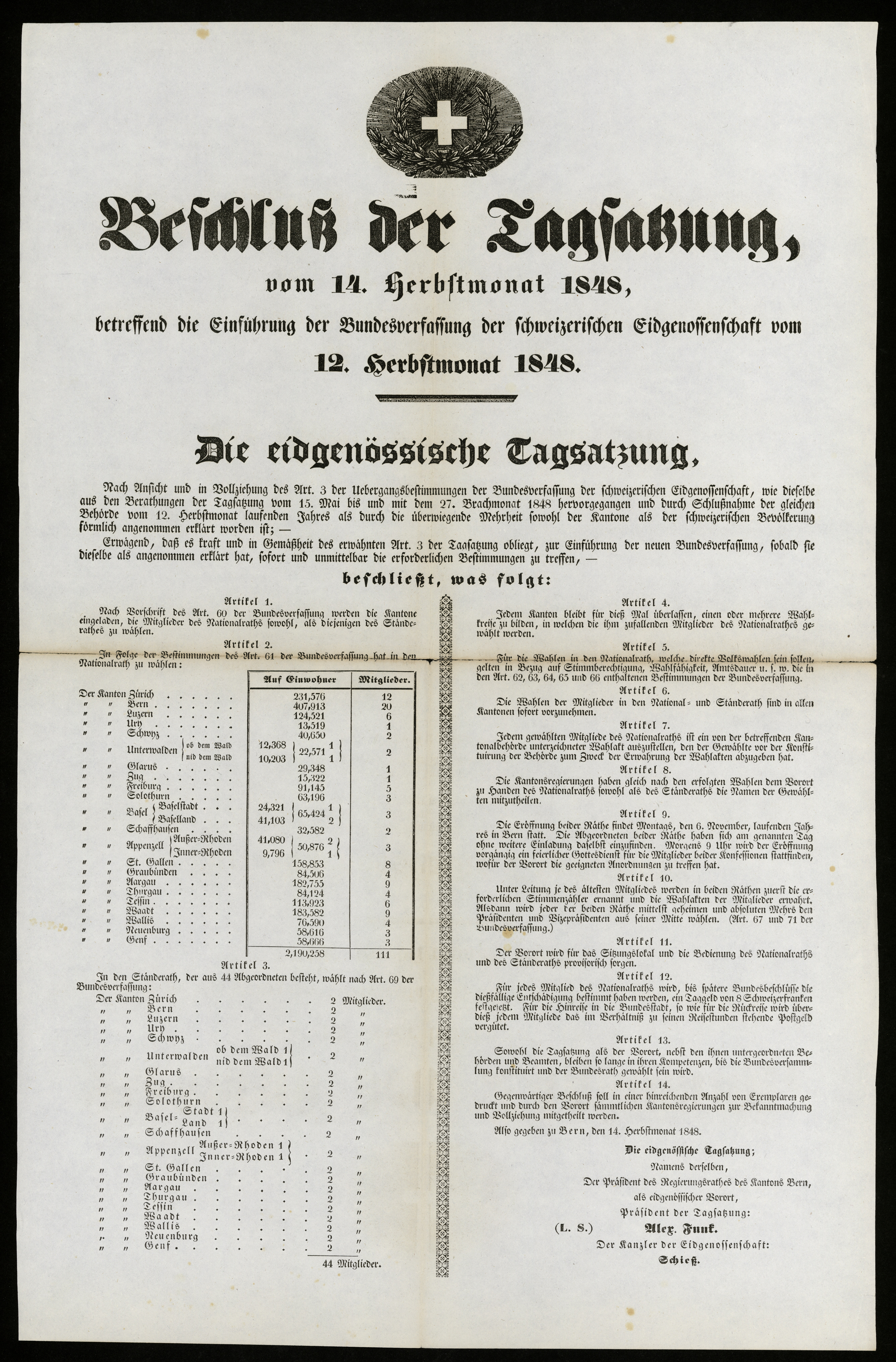
Convite para os cantões suíços realizarem as primeiras eleições para o conselho nacional.

Estas eleições foram as primeiras organizadas no país recentemente organizado como um estado federal e foram mais ou menos improvisadas. Na verdade, nenhum texto legislativo regulou as modalidades precisas para esta eleição, e apenas um Decreto da Dieta de 14 de setembro de 1848 convidava os cantões a proceder à nomeação dos seus representantes para esta primeira legislatura antes de segunda-feira, 6 de novembro de 1848, para que "nesta abertura da legislatura, os membros do parlamento são nomeados, designados ou eleitos".
Como então estipulava o artigo 61.º da Constituição de 1848, "O Conselho Nacional é composto pelos deputados do povo suíço, eleitos à razão de um membro por cada 20 000 almas da população total". É o artigo 69.º da mesma constituição que estipula que “O Conselho dos Estados é composto por quarenta e quatro deputados dos cantões. Cada Cantão nomeia dois deputados; nos cantões compartilhados, cada semi-cantão elege um".
Os 111 Conselheiros Nacionais foram eleitos pelo sistema maioritário, distribuídos por 52 círculos eleitorais, agora 26, ou seja, um por cantão. Apenas homens com mais de 20 anos e com direito à cidadania podiam votar.
Os 44 membros Estaduais também foram eleitos pelo sistema maioritário. Estes últimos foram eleitos, designados ou nomeados através de procedimentos internos a cada cantão e a maioria foi eleita, nomeada ou designada pelos Grandes eleitores, nomeadamente os membros dos vários Grandes Conselhos (parlamentos cantonais).
Dos 512 691 homens com direito à cidadania, 228 877 participaram nas eleições, o que representa uma taxa de participação de 44,6%. No entanto, estes valores não levam em consideração a participação em 6 cantões (Appenzell Interior, Appenzell Exterior, Glarus, Nidwalden, Obwalden e Uri) onde os conselheiros nacionais foram eleitos pelos respectivos Landsgemeinde cantonais. Nos outros 46 distritos eleitorais, foram necessárias mais de 70 voltas para eleger os 105 deputados restantes.
As eleições levaram a uma vitória esmagadora para os radicais, partidários e pais do estado federal de 1848 e vencedores da Guerra de Sonderbund, a última guerra civil suíça, encerrada um ano antes, em 29 de novembro de 1847. Os radicais vão pesar na política federal e obter a maioria absoluta até as eleições federais suíças de 1866, quando perderão a maioria absoluta. Eles continuarão a ser a primeira formação (então organizada como um partido) em termos de número de assentos até as eleições federais de 1935, quando serão pela primeira vez precedidos em número de assentos pelos socialistas.

## Sistema eleitoral

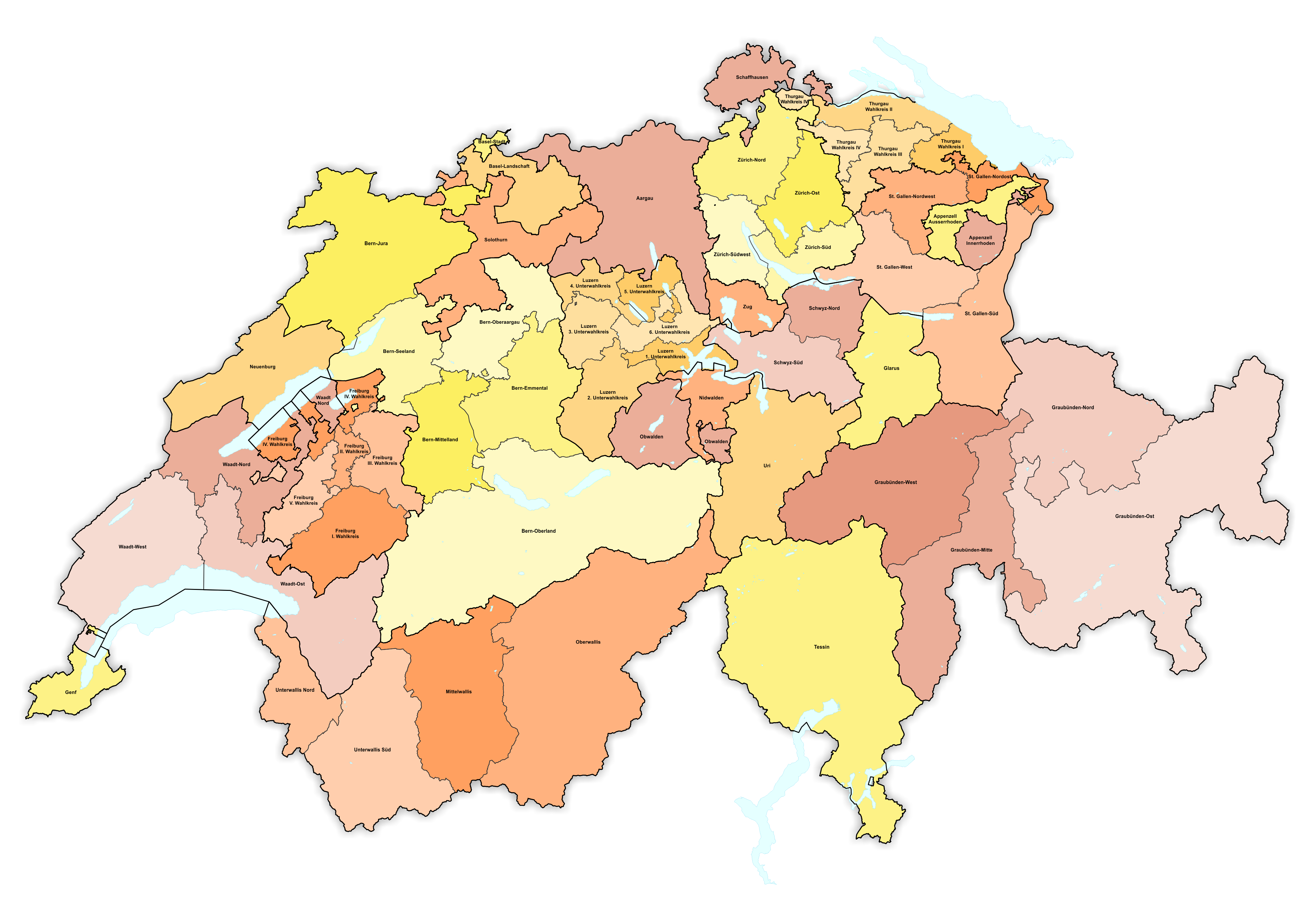
Os primeiros 52 círculos eleitorais da 1ª Legislatura Federal.

Os 111 membros do Conselho Nacional foram eleitos a partir de 52 círculos eleitorais de um ou vários membros. Em seis cantões (Appenzell Interior, Appenzell Exterior, Glarus, Nidwalden, Obwalden e Uri), os membros do Conselho Nacional foram eleitos pelo Landsgemeinde.
Nas restantes 104 cadeiras, 216 candidatos concorreram no primeiro turno desta eleição maioritária, uma competição muito acirrada em comparação com as eleições seguintes. É interessante notar que muitos candidatos concorreram simultaneamente em vários círculos eleitorais, o que foi posteriormente proibido. Por causa dessas múltiplas candidaturas, eleições adicionais tiveram que ser realizadas em mais de um círculo eleitoral. É por isso que a eleição do Conselho Nacional de 1848 ficou na história como a que exigiu o maior número de votos.
As modalidades de voto maioritário não foram prescritas pela Confederação, o que também contribuiu para essa inflação. De fato, em treze cantões, incluindo os seis com Landsgemeinde, os candidatos precisavam obter a maioria absoluta para serem eleitos, o que às vezes tornava a eleição demorada. Nos demais cantões, a maioria relativa à primeira volta, ou mesmo à segunda ou terceira volta, caso nos turnos anteriores deveriam ser por maioria absoluta, bastaria. Em alguns lugares, um quorum de um quarto ou um terço do eleitorado também era necessário. Portanto, além dos seis cantões em Landsgemeinde, foram necessários 70 voltas para designar todos os candidatos dos outros 46 círculos eleitorais. Os candidatos conseguiram ser eleitos à primeira volta em apenas 27 círculos eleitorais. Em quinze deles foram necessárias duas voltas para determinar todos os vencedores e em três foram necessárias três. Finalmente, num círculo eleitoral, quatro voltas foram necessárias. A isto foram acrescentadas treze eleições adicionais devido a múltiplas candidaturas e mais três para substituir os conselheiros nacionais eleitos para o Conselho Federal.

### Divisão dos círculos eleitorais
Uma vez que não havia tempo para a elaboração de uma lei eleitoral uniforme para o Conselho Nacional em nível federal, o estatuto diário estabelecia os únicos requisitos para o número de assentos a que cada cantão tinha direito. Ao fazer isso, baseou-se em três princípios. Em primeiro lugar, cada cantão ou semi-cantão deveria ser representado por, pelo menos, um membro, o que excluiu a fusão de diferentes cantões menores num único distrito eleitoral desde o início (este princípio ainda se aplica hoje). Em segundo lugar, não estabeleceu um número fixo de assentos, mas introduziu um número de representação, que resultou num número total variável. Cada círculo eleitoral deveria representar 20 000 almas (residentes), com uma fração de mais de 10 000 almas também lhes dando direito a um assento no Conselho Nacional. Em terceiro lugar, o número de assentos deveria ser reajustado a cada dez anos de acordo com os resultados do censo. Os estatutos parlamentares deixaram os cantões amplamente livres para moldar os distritos eleitorais do Conselho Nacional. Apenas deu o conselho de renunciar a constituintes únicos, se possível, e, em vez disso, combinar vários assentos num distrito eleitoral (os chamados círculos plurinominais). Desta forma, a política de torres de igrejas pode ser contida e um "verdadeiro sentimento nacional cultivado".
Havia vários métodos para garantir uma vitória eleitoral liberal. No cantão de Lucerna, houve apenas seis reuniões eleitorais com votação aberta, lideradas por funcionários do governo. Dessa forma, o maior número possível de eleitores deveria ser mantido fora das áreas conservadoras. O cantão de Friburgo usou métodos semelhantes, que também exigiam que os eleitores fizessem um juramento sobre a nova constituição cantonal liberal antes de votar. O cantão de Argóvia tomou um caminho diferente: ali parecia apropriado unir toda a área cantonal num distrito eleitoral com nove assentos, a fim de garantir uma vitória eleitoral de espírito liberal. No cantão de São Galo, oito constituintes únicos foram inicialmente propostos, mas no final quatro constituintes pareciam os mais adequados para os liberais. Outros cantões com denominações mistas ou partidos políticos também seguiram caminhos diferentes. O cantão de Ticino optou por um único círculo eleitoral com seis assentos, o cantão de Schwyz por dois distritos únicos e os cantões de Thurgau e Valais por quatro círculos eleitorais únicos. O tamanho e os limites dos círculos eleitorais nos outros cantões eram amplamente indiscutíveis.

## Partidos
| Partido | Partido                 | Ideologia                  | Espectro        |
| ------- | ----------------------- | -------------------------- | --------------- |
|         | Esquerda Radical        | Radicalismo                | Centro-esquerda |
|         | Liberais moderados      | Liberalismo                | Centro          |
|         | Católicos conservadores | Conservadorismo Católico   | Direita         |
|         | Direita evangélica      | Conservadorismo Reformista | Direita         |
|         | Esquerda Democrática    | Esquerda                   | Esquerda        |

## Resultados Oficiais

### Conselho Nacional
| Partido                 | Partido                 | Votos   | %             | Deputados |
| ----------------------- | ----------------------- | ------- | ------------- | --------- |
|                         | Esquerda Radical        |         | 58,0 / 100,0  | 79 / 111  |
|                         | Liberais moderados      |         | 16,9 / 100,0  | 11 / 111  |
|                         | Católicos conservadores |         | 11,6 / 100,0  | 9 / 111   |
|                         | Direita evangélica      |         | 8,6 / 100,0   | 6 / 111   |
|                         | Esquerda Democrática    |         | 4,3 / 100,0   | 6 / 111   |
| Total                   | Total                   | 228 877 | 100,0 / 100,0 | 111 / 111 |
| Eleitorado/Participação | Eleitorado/Participação | 512 691 | 44,6 / 100,0  |           |
| Fonte                   | Fonte                   | [ 3 ]   | [ 3 ]         | [ 3 ]     |

|       |    |       |       |       |  |  |
| FL/GR | LM | KK/CC | ER/DE | DL/GD |  |  |
| 79    | 11 | 9     | 6     | 6     |  |  |

#### Resultados por cantão
| Cantão             | FL/GR | LM | KK/CC | ER/DE | DL/GD | D   |
| ------------------ | ----- | -- | ----- | ----- | ----- | --- |
| Argóvia            | 8     | 1  | -     | -     | -     | 9   |
| Appenzell Exterior | 2     | -  | -     | -     | -     | 2   |
| Appenzell Interior | -     | -  | 1     | -     |       | 1   |
| Basileia-Campo     | 1     | -  | -     | -     | 1     | 2   |
| Basileia-Cidade    | -     | 1  | -     | -     | -     | 1   |
| Berna              | 13    | 3  | -     | 4     | -     | 20  |
| Friburgo           | 4     | 1  | -     | -     | -     | 5   |
| Genebra            | 3     | -  | -     | -     | -     | 3   |
| Glarus             | 1     | -  | -     | -     | -     | 1   |
| Grisões            | 2     | 1  | -     | 1     | -     | 4   |
| Lucerna            | 4     | 1  | 1     | -     | -     | 6   |
| Neuchâtel          | 3     | -  | -     | -     | -     | 3   |
| Nidwald            | -     | -  | 1     | -     | -     | 1   |
| Obwald             | -     | -  | 1     | -     | -     | 1   |
| São Galo           | 6     | 2  | -     | -     | -     | 8   |
| Schaffhausen       | 2     | -  | -     | -     | -     | 2   |
| Schwyz             | -     | 1  | 1     | -     | -     | 2   |
| Soleura            | 3     | -  | -     | -     | -     | 3   |
| Ticino             | 6     | -  | -     | -     | -     | 6   |
| Turgóvia           | 2     | -  | -     | -     | 2     | 4   |
| Uri                | -     | -  | 1     | -     | -     | 1   |
| Valais             | 2     | -  | 2     | -     | -     | 4   |
| Vaud               | 7     | -  | -     | -     | 2     | 9   |
| Zurique            | 10    | -  | -     | 1     | 1     | 12  |
| Zug                | -     | -  | 1     | -     | -     | 1   |
| Suíça              | 79    | 11 | 9     | 6     | 6     | 111 |

### Conselho dos Estados
| Partido | Partido                 | Total   |
| ------- | ----------------------- | ------- |
|         | Esquerda Radical        | 30 / 44 |
|         | Liberais moderados      | 8 / 44  |
|         | Católicos conservadores | 6 / 44  |
| Total   | Total                   | 44 / 44 |
| Fonte   | Fonte                   | [ 3 ]   |

|       |    |       |  |  |  |
| FL/GR | LM | KK/CC |  |  |  |
| 30    | 8  | 6     |  |  |  |

## Eleições para o Conselho Federal

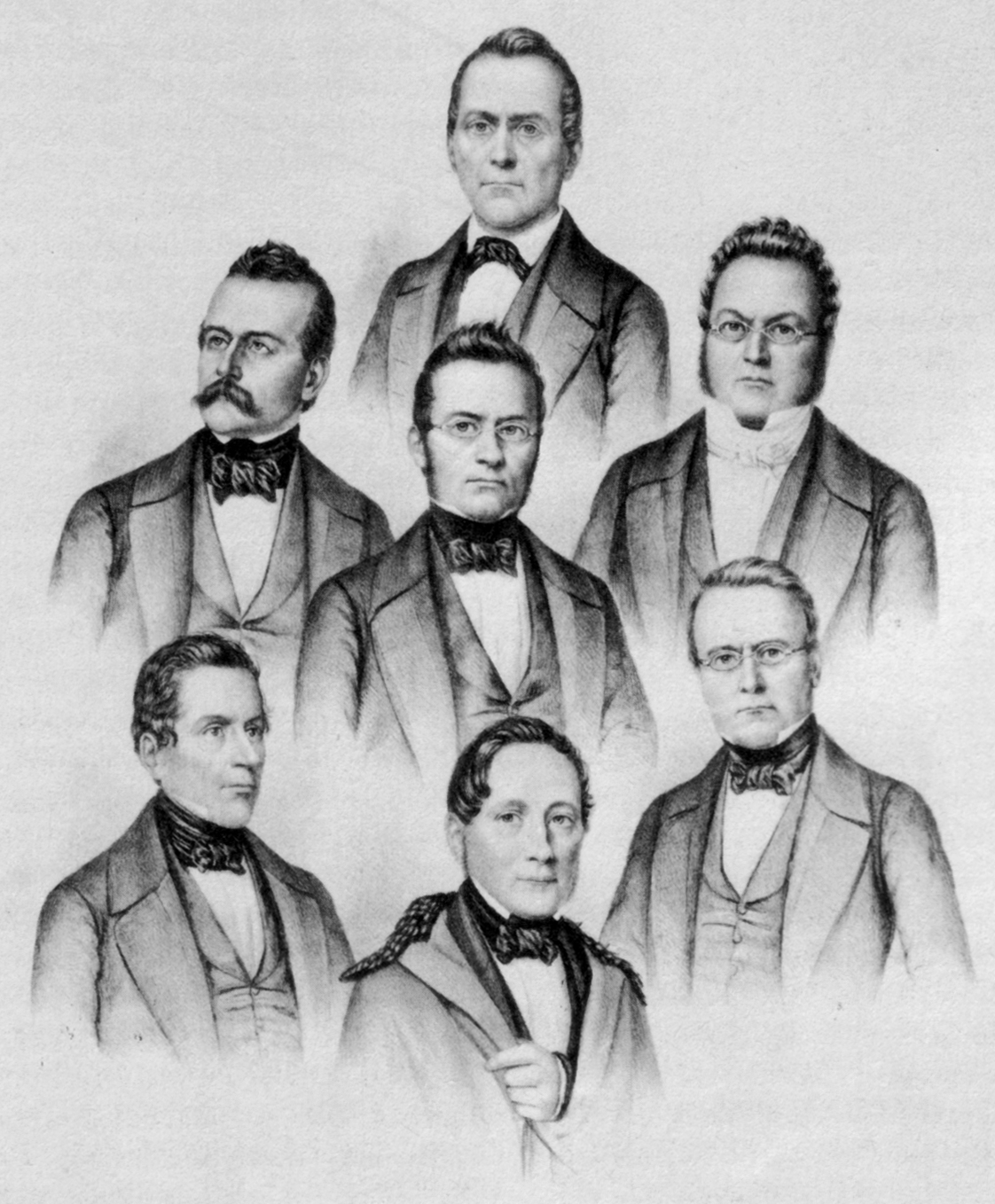
Os primeiros sete membros do Conselho Federal Suíço, eleitos em 1848.

As eleições federais foram seguidas pela eleição do Conselho Federal em 16 de novembro de 1848, em que todos os membros eleitos pertenciam à Esquerda Radical. Iniciava, assim, a hegemonia liberal-radical no Conselho Federal, que duraria até 1891, quando o católico conservador Josef Zemp foi eleito pela primeira vez.
|       |
| FL/GR |
| 7     |